# Banco Popolare
Pour les articles homonymes, voir Banque populaire (homonymie).
Banco Popolare Società Cooperativa (Borsa Italiana : BP) est un groupe bancaire coopératif, le plus grand en Italie. Il est caractérisé par un important enracinement local, avec 17 000 employés, plus de 3 millions de clients et 1 848 succursales (2015).

## Histoire
Il a été créé officiellement le 1er juillet 2007, avec la fusion de la Banco Popolare di Verona e Novara (littéralement : « Banque populaire de Vérone et Novare ») et de la Banca Popolare Italiana (littéralement : « Banque populaire italienne »).
Les rapports de changes ont été déterminés ainsi: 
- Une action de la Banco Popolare di Verona e Novara s'est transformé en une action de la Banco Popolare.
- Une action de la Banco Popolare Italiana s'est transformé en 0.43 action de la Banco Popolare.

En octobre 2014, Banco Popolare a échoué avec vingt-cinq autres banques aux tests de résistances de la Banque centrale européenne et de l'Autorité bancaire européenne.

### Banco BPM
En mars 2016, après plusieurs mois de négociations, Banco Popolare et Banca Popolare di Milano annoncent officiellement leur fusion, créant Banco BPM, la troisième plus grande banque d'Italie, présente notamment dans les régions du nord du pays. Le nouveau groupe aura son siège social à Vérone et à Milan, avec près de 2 500 agences bancaires et 25 000 employés. La fusion induira une réduction d'effectifs de 7 % soit 1 800 postes sur les 25 000 employés. Le nombre d'agences bancaires sera également réduit d'au moins 14 % passant à environ 2 100 dans le meilleur scénario en 2019. La fusion est votée par les assemblées des actionnaires en octobre 2016. La fusion prévoit également une démutualisation de la banque.

## Autres banques intégrées au sein du Banco Popolare
- Banco San Marco

## Sources
- (it) Cet article est partiellement ou en totalité issu de l’article de Wikipédia en italien intitulé « Banco Popolare » (voir la liste des auteurs).